# Ferrocarril Santos-Jundiaí
El Ferrocarril Santos-Jundiaí (en portugués: Estrada de Ferro Santos-Jundiaí) ("EFSJ" por sus siglas en portugués) fue una compañía ferroviaria que surgió luego de 1946 con el fin del monopolio inglés en la vía férrea de la São Paulo Railway Company (SPR) inaugurada en 1867 para unir los municipios paulistas de Santos y Jundiaí, teniendo como principal punto de ruta la ciudad de São Paulo. Luego de la privatización de 1996, el trecho, uno de los más utilizados e importantes del país, está operado por la empresa MRS Logística.

## Historia
El 13 de septiembre de 1946, la São Paulo Railway pasó a manos del gobierno brasileño al expirar la concesión otorgada y se convirtió en una empresa estatal. El 10 de octubre de ese año, la empresa fue nombrada como Estrada de Ferro Santos a Jundiaí..
El Santos-Jundiaí se incorporó como uno de los 18 ferrocarriles que formaron la Rede Ferroviária Federal (RFFSA) en 1957. Aunque se convirtiera en filial de una empresa mayor, seguiría manteniéndose como entidad jurídica independiente y continuó con su nombre tradicional hasta 1969, cuando se extinguieron definitivamente todos los miembros de la RFFSA. Su red se convirtió entonces en la 9ª División Operativa de la RFFSA y, junto con las vías de la Estrada de Ferro Noroeste do Brasil constituyó el Sistema Regional Centro Sur. En 1975, se suprimieron las divisiones operativas y lo que había sido el Sistema Regional Centro Sur pasó a denominarse Sistema Regional N.º 4 (SR-4), con sede en São Paulo, que incorporó también el sistema de trenes de cercanías de la antigua Estrada de Ferro Central do Brasil en la Gran São Paulo. En 1989, la antigua red NOB se separó para formar la SR-10.